# Liometopa rectilinea
Liometopa rectilinea är en fjärilsart som beskrevs av Turner 1947. Liometopa rectilinea ingår i släktet Liometopa och familjen mätare. Inga underarter finns listade i Catalogue of Life.